# Préfet (Rome antique)
Pour les articles homonymes, voir Préfet.

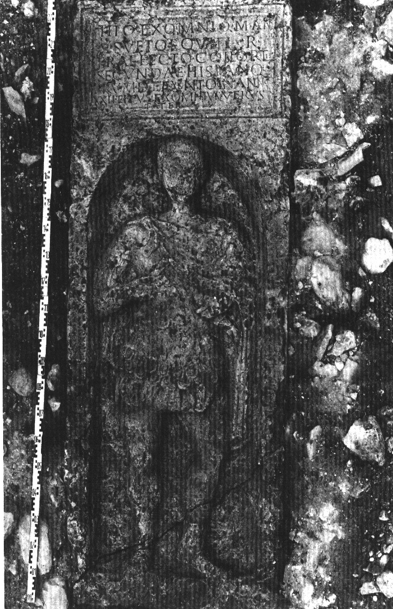
Stèle sépulcrale avec représentation de Titus Axomnius Mansuetus, mort à l'âge de 22 ans, praefectus cohortis II Hispanorum (IIIe siècle, Sion, Alpes Pennines).

Le titre de préfet (du latin præfectus, « celui qui a été mis à la tête de… ») correspond dans la Rome antique à de nombreux types de charges, civiles ou militaires.

## Les grandes préfectures
Elles constituent des charges essentielles dans l'administration de la ville de Rome ou de l'empire :
- le préfet de Rome (præfectus urbi), chargé du gouvernement de la Ville de Rome en l'absence des consuls puis des empereurs romains ; c'était un sénateur commandant trois puis quatre cohortes ; il était chargé de nombreux aspects administratifs dans la ville de Rome ;
- le préfet du prétoire, commandant de la garde prétorienne à Rome, puis de vastes régions durant l'Antiquité tardive ;
- le préfet des vigiles (præfectus vigilum), commandant des cohortes de vigiles urbani de lutte contre les incendies à Rome ;
- le préfet de l'Annone (præfectus annonæ), chargé du ravitaillement de Rome, essentiellement en blé.
- le préfet d'Égypte, gouverneur de cette province essentielle au ravitaillement en blé de Rome ;

## Préfectures confiées à des sénateurs
- les préfets du trésor (præfectus ærarii), ils étaient chargé d'administrer le trésor du sénat et le trésor militaire (Ærarium militare).

## Les préfectures dans la carrière des chevaliers
La carrière équestre qui se structura progressivement au cours du premier siècle du Haut-Empire comportait de nombreux postes comportant le titre de préfet.
- préfet des ouvriers (praefectus fabrum)[1] : ce fut jusqu'au IIe siècle de notre ère le poste le plus courant pour commencer une carrière équestre, le jeune chevalier devant assister à Rome un magistrat.
- les préfets commandant des unités auxiliaires : préfet de cohorte (praefectus cohortis) et préfet des ailes de cavalerie (præfectus alae). La carrière équestre commençait en général par l'exercice de responsabilités militaires, les milices équestres. Après Claude leur succession fut clairement fixée : on débutait par une préfecture de cohorte, puis après un tribunat de légion on exerçait une préfecture d'aile.
- préfet de vexillations : le commandant d'une vexillation, détachement de soldats prélevés sur une unité régulière, peut porter le titre de préfet.
- les préfets territoriaux : un certain nombre de commandement sur des régions sont attestés avec des titres divers : praefectus ripae pour la surveillance des grands fleuves frontières (Rhin, Danube, Euphrate), préfet de région comme le praefectus Berenicidis en Égypte contrôlant la route entre Koptos et Berenike, praefectus orae maritimae pour la surveillance des littoraux comme en l'Hispanie citérieure ou dans le Pont.
- les préfets de tribus : l'administration d'un peuple soumis à Rome mais auquel Rome ne voulait pas conférer l'autonomie politique pouvait être confiée à un responsable portant le titre de préfet (praefectus gentis). On trouve parfois des préfets de cités qui correspondent aussi à ce cas.
- les préfets de province : certaines petites provinces de l'empire furent confiées, aux débuts de l'empire, à des chevaliers portant le titre de préfet. Par la suite le titre des gouverneurs de province équestre fut celui de procurateur.
- les préfets de la flotte. Le titre de préfet de la flotte (præfectus classis) pouvait désigner le commandement des deux grandes flottes prétoriennes (Misène et Ravenne), mais il pouvait aussi s'appliquer à des flottes régionales (flotte du Rhin, du Danube, de Bretagne…).
- le titre de préfet de légions (præfectus legionis) est donné à un chevalier agissant à la place d'un légat de légion. En dehors de quelques cas particuliers, ce titre ne se rencontre fréquemment qu'à partir du moment où les légions ne furent plus confiées à des sénateurs.

La carrière équestre culmine avec les grandes préfectures, à l'exception de la préfecture de la Ville qui est confiée à un sénateur.

## Autres préfectures dans l'armée romaine
- préfet du camp
- préfet des vétérans

## Les préfectures dans la vie des cités
On trouve parfois le titre de préfet dans l'administration des cités de l'empire. Le préfet de cité est généralement un grand personnage local désigné pour remplacer l'empereur lorsque l'on a désigné ce dernier comme magistrat de la cité pour l'année à venir. Le préfet de cité peut aussi être un personnage exerçant momentanément l'autorité politique par délégation à la place des magistrats normaux de la cité. Le titre de préfet peut aussi être donné à des personnages administrant une subdivision de la cité en représentant son autorité, comme dans le cas d'un praefectus pagi, préfet de pagus. Enfin le titre de préfet peut désigner un certain nombre de missions au service de la cité : préfet des affaires sacrées (praefectus sacrorum) à Leptis Magna, préfet des vigiles et des armes (praefectus uigilum et armorum) à Nîmes, préfet chargé de la répression du brigandage (praefectus arcendis latrociniis) à Nyon, préfet préposé à la sécurité et aux biens (praefectus praesidio et priuatis Vocontiorum) chez les Voconces.